# Max A. Schleyer
Max Adalbert Schleyer (* 1. Januar 1907 in Magdeburg; † 26. März 1977 ebenda) war ein deutscher Schauspieler und Regisseur.

## Leben
Über das Leben des 1907 in Magdeburg geborenen Max Adalbert Schreyer (vollständiger Name) sind nur lückenhafte Informationen vorhanden. Bekannt sind nur ein Engagement am Volkstheater Rostock als Regisseur und das, über mehrere Jahre dauernde, an den Landesbühnen Sachsen in Radebeul, wo er als Schauspieler und Regisseur wirkte. Für mehrere Produktionen des Deutschen Fernsehfunk stand er vor der Kamera. 
Max A. Schleyer verstarb 1977 im Alter von 70 Jahren in Magdeburg.

## Filmografie
- 1962: Wohl dem, der lügt

## Theater

### Schauspieler
- 1952: Friedrich Schiller: Kabale und Liebe – Regie: Rudolf Horn (Landesbühnen Sachsen, Radebeul)
- 1953: Johann Wolfgang von Goethe: Iphigenie auf Tauris – Regie: Rudolf Horn (Landesbühnen Sachsen, Radebeul)

### Regisseur
- 1952: Pierre Augustin Caron de Beaumarchais: Der tolle Tag oder Die Hochzeit des Figaro (auch als Schauspieler) (Landesbühnen Sachsen, Radebeul)
- 1952: Friedrich Schiller: Don Karlos (Landesbühnen Sachsen, Radebeul)
- 1953: Friedrich Schiller: Wilhelm Tell (Landesbühnen Sachsen, Radebeul)
- 1960: Horst Enders: Das Haus im Schatten (Volkstheater Rostock)
- 1964: Axel Ivers: Parkstraße 13 (Landesbühnen Sachsen, Radebeul)